# 羅伊·索通
羅伊·索通（英語：Rory Thornton；1995年3月16日—）是一位威爾斯橄欖球運動員。他是威爾斯國家橄欖球隊的一員，代表威爾斯參加了2015年世界盃橄欖球賽。